# Steinfeld (Unterfranken)
Steinfeld ist eine Gemeinde im unterfränkischen Landkreis Main-Spessart. Die Gemeinde ist Mitglied der Verwaltungsgemeinschaft Lohr am Main. Zum Gemeindegebiet gehören die Gemeindeteile Hausen und Waldzell. Gesprochen wird ein 
unterostfränkischer Dialekt. Die Einheimischen werden in der Umgebung oft mit dem Ortsnecknamen Steefld’r Russe bezeichnet.

## Geographie

### Geographische Lage
Steinfeld liegt zwischen Lohr am Main und Karlstadt auf der Fränkischen Platte (Marktheidenfelder Platte) an den Quellen des Buchenbachs. Hier verläuft ein Übergang zwischen rotem Buntsandstein und fränkischem Muschelkalk.
Der größere Teil des Gemeindegebietes wird bis heute landwirtschaftlich genutzt; außerdem bewirtschaftet die Gemeinde nennenswerte Waldbestände im sogenannten Würzburger Spessart (äußerste östliche Ausläufer des Mittelgebirges). Die Mehrzahl der Arbeitnehmer pendelt in die umliegenden Städte Lohr und Karlstadt sowie nach Würzburg.

### Gemeindegliederung
Es gibt drei Gemeindeteile (in Klammern ist der Siedlungstyp angegeben):
- Hausen (Kirchdorf)
- Steinfeld (Pfarrdorf)
- Waldzell (Kirchdorf)

Es gibt die Gemarkungen Hausen, Steinfeld und Waldzell.

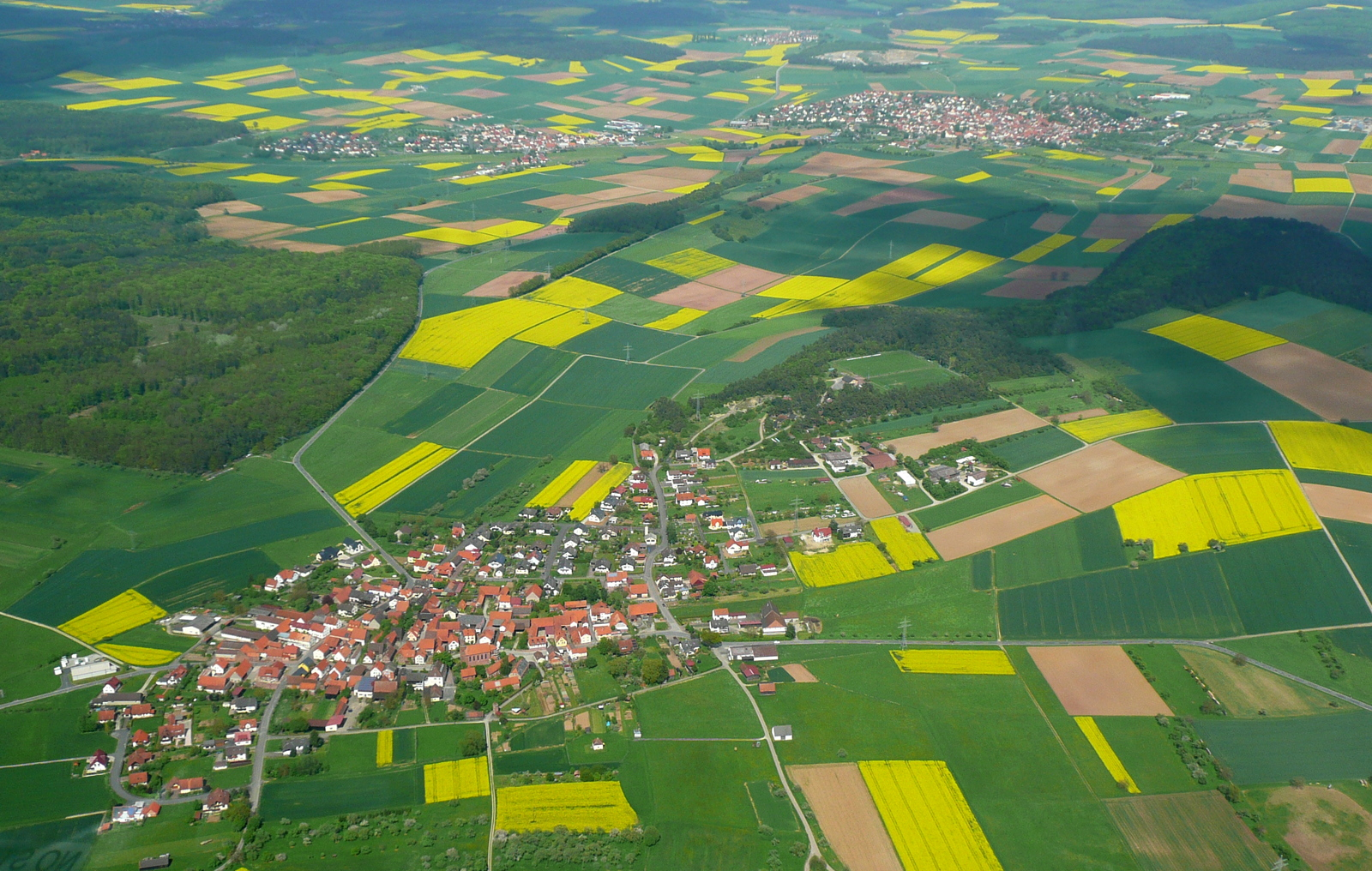
Die drei Gemeindeteile Waldzell, Hausen, Steinfeld
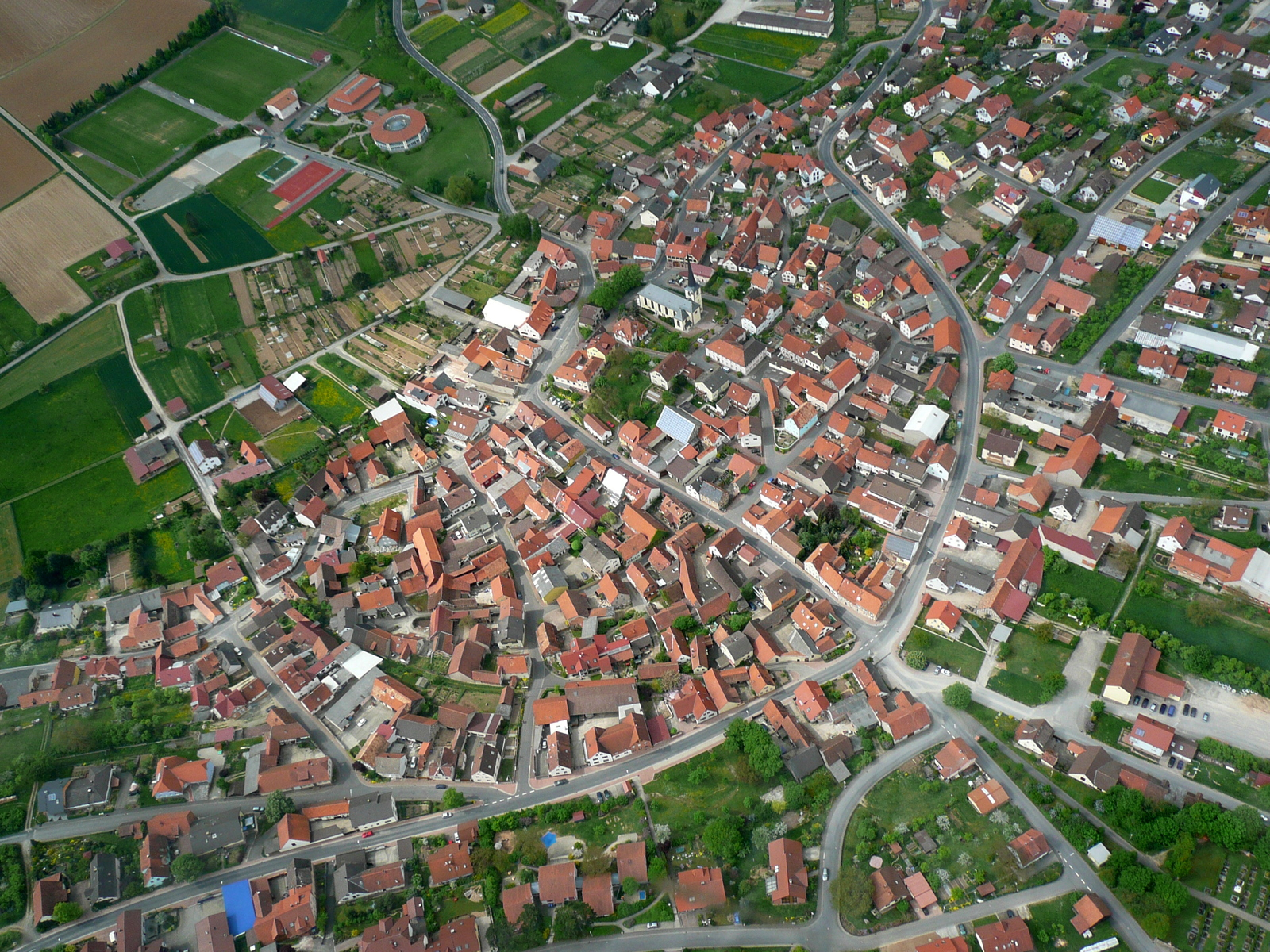
Steinfeld alter Ortskern. Halbrunde Straßenzüge kennzeichnen Dorfkern mit alter Dorfmauer.
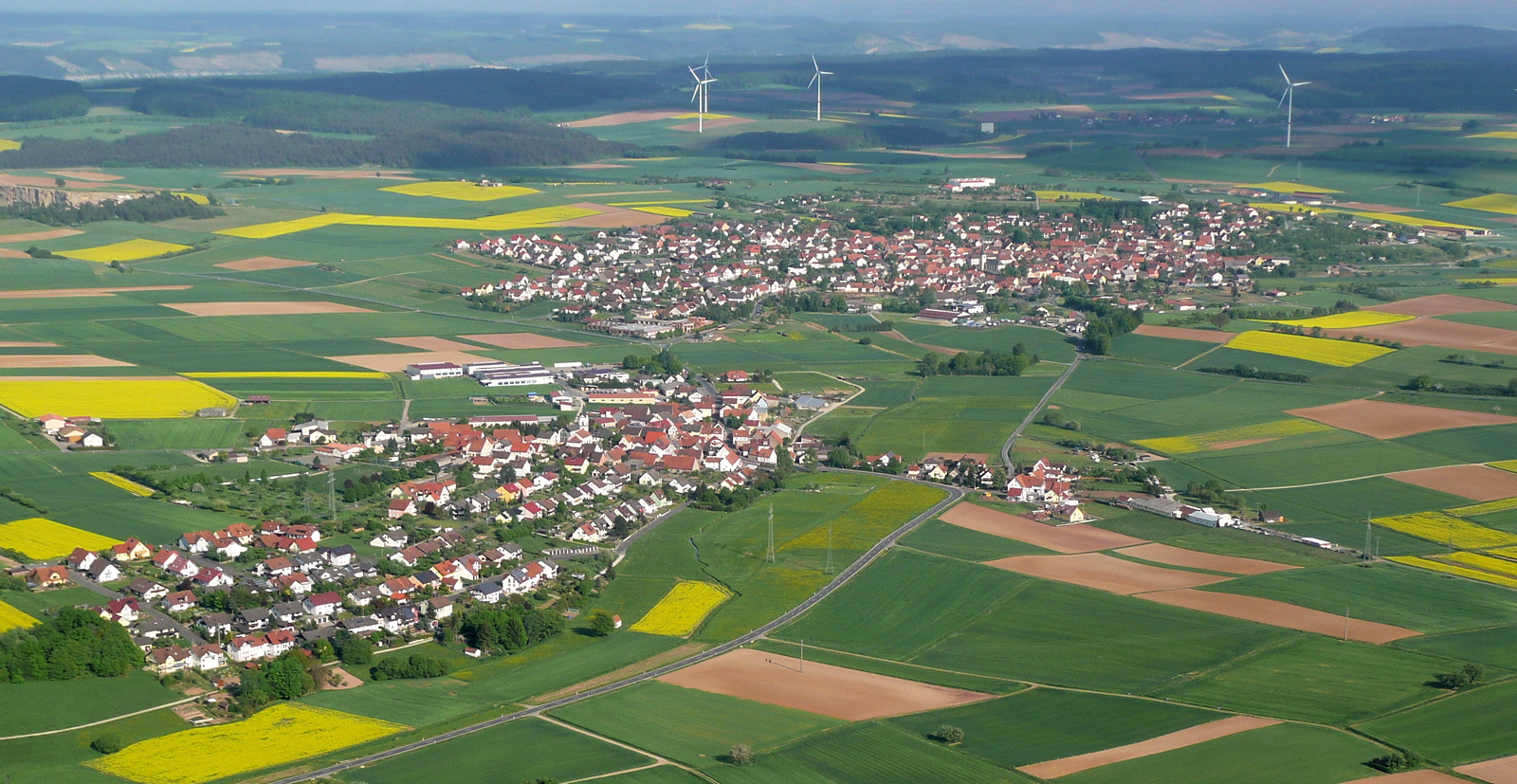
Gemeindeteil Hausen, hinten Steinfeld
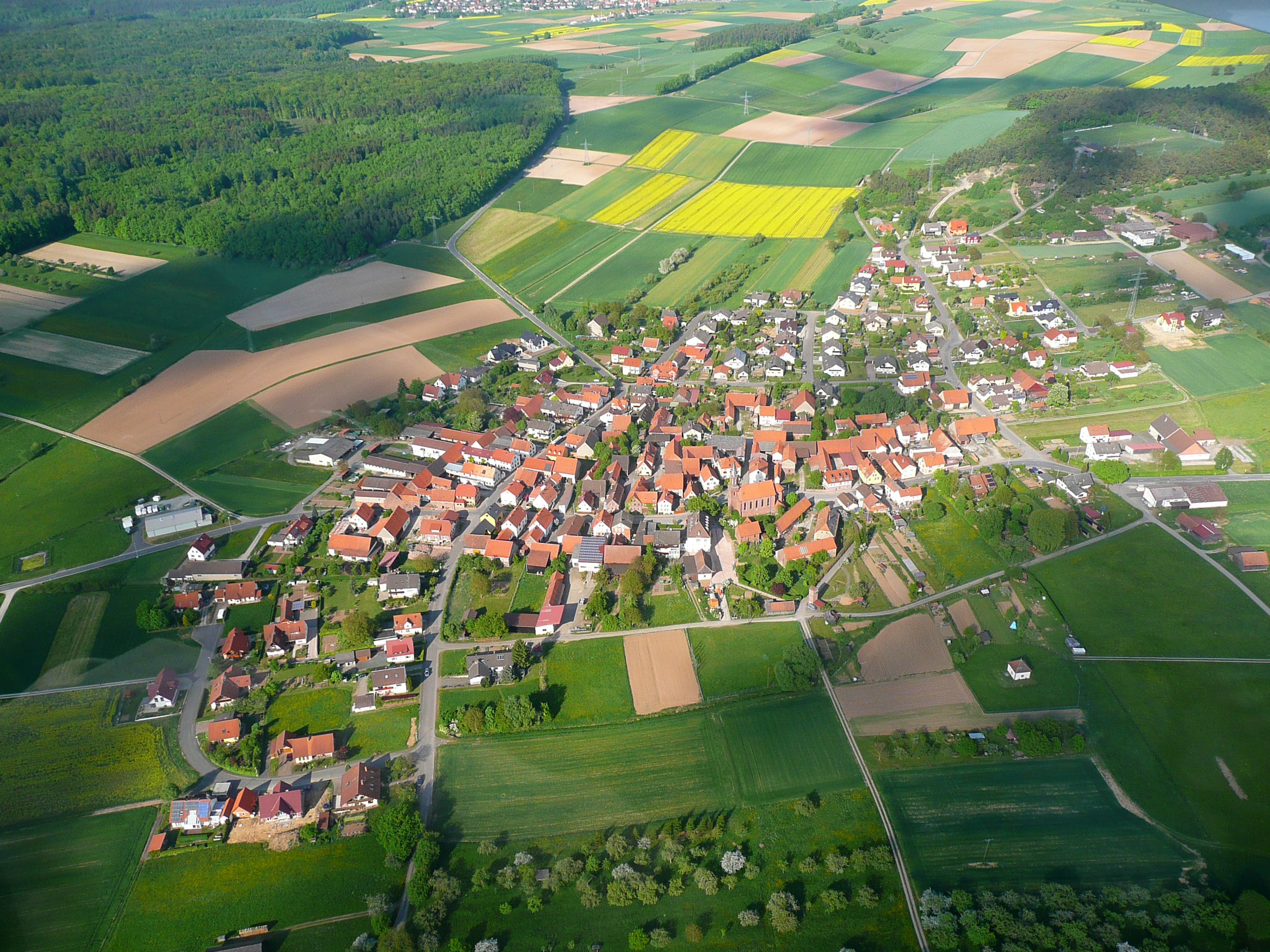
Gemeindeteil Waldzell. Gebäudegruppe um die Kirche entspricht dem früheren Klosterhof.

## Geschichte

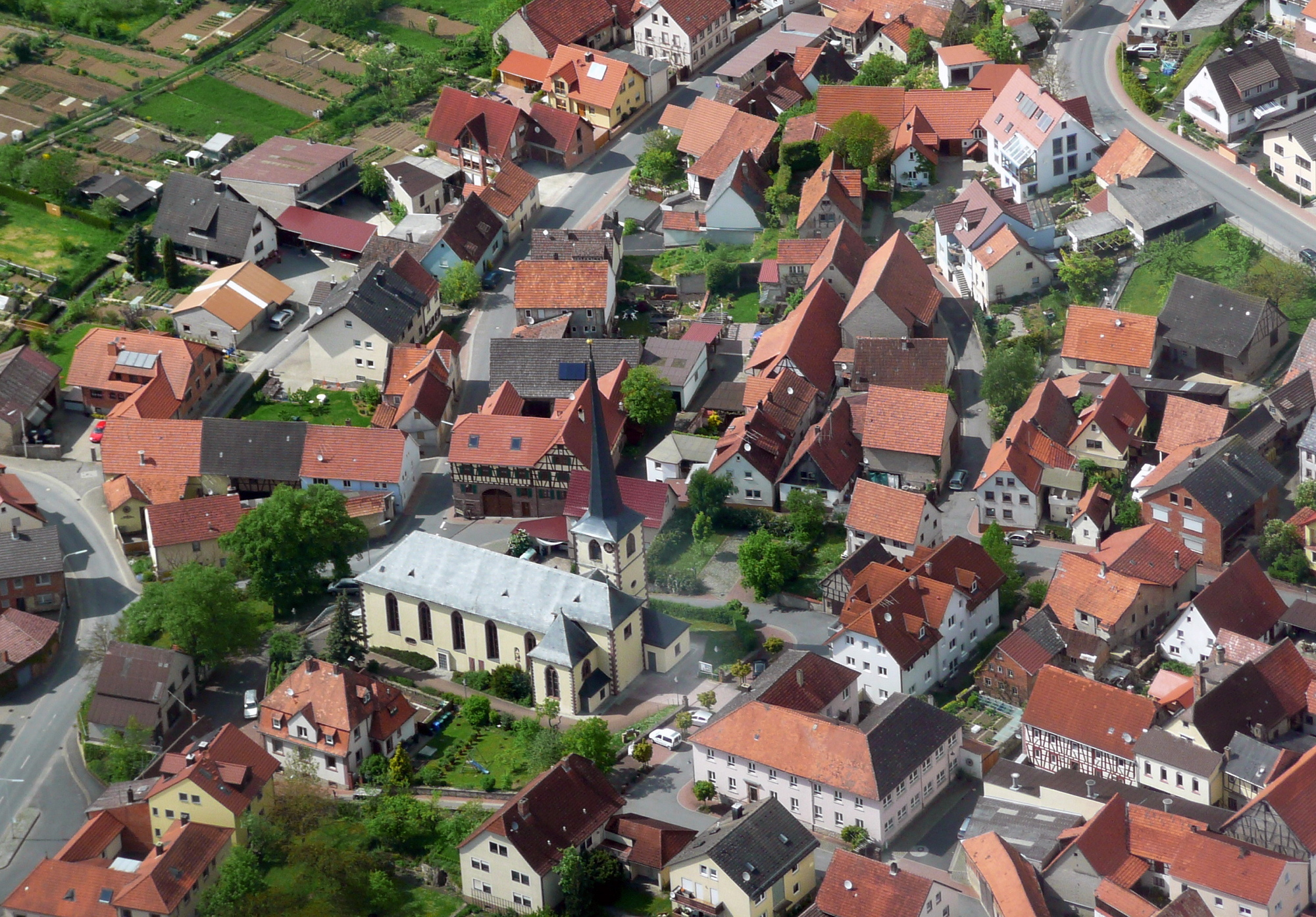
Ensemble um Kirche. Alter Gasthof, alte Schule, Gelände der Zehntscheune.

### Bis zur Gemeindegründung
Wie Grabhügel auf der Kohlplatte zeigen, war das Gemeindegebiet bereits in der Bronzezeit besiedelt. Erstmals urkundlich erwähnt wurde Steinfeld 812; in Urkunden aus der damaligen Zeit wird es als Steinvelt im Waldsassengove (d. h. Waldsassengau) bezeichnet. Während der Zeit der Stammesherzogtümer lag der Ort im Herzogtum Franken. Um 1200 war Steinfeld bereits eine eigenständige Pfarrei; die Benediktinerabtei Neustadt am Main erhob Ansprüche auf den Zehnten. Um 1336 wurde die Pfarrkirche in das Kloster Nuwenstat (Neustadt) integriert. 1614 wurde der Neubau der Pfarrkirche Mariä Himmelfahrt durch Fürstbischof Julius Echter vollendet. Deutliche Hinweise darauf sind u. a. die Bautafel an der Südseite des Längsschiffs und der Turm im typischen Echterstil. 1842 erfolgte eine Erweiterung des Längsschiffs. Als Teil des Hochstiftes Würzburg (Amt Rothenfels) kam Steinfeld im Reichsdeputationshauptschluss 1803 an die Grafen Löwenstein-Wertheim. Beide gehörten ab 1500 zum Fränkischen Reichskreis. 1806 wurde es ein badisches Mediatamt, das 1819 an Österreich abgetreten wurde, welches es Bayern überließ. Dort entstand gemäß dem Gemeindeedikt von 1818 die heutige Gemeinde.

### Gemeindeteile
Zur Gemeinde gehören heute die beiden Ortsteile Hausen (seit 1972) und Waldzell (seit 1978).
Der Gemeindeteil Hausen wurde erstmals urkundlich um 800 erwähnt. Seit 1192 war Hausen eine Filialkirche der Pfarrei Wiesenfeld. Aus Hausen stammt der Bauernführer Kaspar Leyser. Er wurde im Juni 1525 zusammen mit zwei weiteren aufständischen Bauern in Karlstadt enthauptet.
1817 wurde die Kirche St. Cyriakus (wohl über einer vorher existierenden Kapelle) fertiggestellt, 1879 erfolgte eine Erhöhung des Kirchturms.
Der Gemeindeteil Waldzell (früher: Cella / Zell) entstand vermutlich ebenfalls im 9. Jahrhundert als Außenstelle der Abtei Neustadt. Es gibt geschichtliche Bezüge zur Hl. Gertraud. Die dortige Gertraudenkapelle wurde über einer ebenso benannten Quelle errichtet (1616 durch Julius Echter, Erweiterung um 1849). Der Bau der heutigen Kirche St. Vitus erfolgte 1612 auf Anordnung von Julius Echter.
Teile des ehemaligen Klostergutes (erbaut 1707) sind noch erhalten.

### Eingemeindungen
Im Zuge der Gebietsreform in Bayern wurde am 1. Juli 1972 die Gemeinde Hausen und am 1. Mai 1978 die Gemeinde Waldzell eingegliedert.

### Einwohnerentwicklung
Im Zeitraum 2000 bis 2020 sank die Einwohnerzahl um 164 Einwohner bzw. um 6,4 %.
| Steinfeld: Einwohnerzahl von 1961 bis 2020 | Steinfeld: Einwohnerzahl von 1961 bis 2020 | Steinfeld: Einwohnerzahl von 1961 bis 2020 | Steinfeld: Einwohnerzahl von 1961 bis 2020 | Steinfeld: Einwohnerzahl von 1961 bis 2020 |
| ------------------------------------------ | ------------------------------------------ | ------------------------------------------ | ------------------------------------------ | ------------------------------------------ |
| Jahr                                       |                                            |                                            | Einwohner                                  | x                                          |
| 1961                                       | 1961                                       |                                            | 1.855                                      | 1.855                                      |
| 1970                                       | 1970                                       |                                            | 1.991                                      | 1.991                                      |
| 1987                                       | 1987                                       |                                            | 2.060                                      | 2.060                                      |
| 1991                                       | 1991                                       |                                            | 2.195                                      | 2.195                                      |
| 1995                                       | 1995                                       |                                            | 2.278                                      | 2.278                                      |
| 2000                                       | 2000                                       |                                            | 2.277                                      | 2.277                                      |
| 2005                                       | 2005                                       |                                            | 2.296                                      | 2.296                                      |
| 2010                                       | 2010                                       |                                            | 2.184                                      | 2.184                                      |
| 2015                                       | 2015                                       |                                            | 2.187                                      | 2.187                                      |
| 2016                                       | 2016                                       |                                            | 2.154                                      | 2.154                                      |
| 2017                                       | 2017                                       |                                            | 2.140                                      | 2.140                                      |
| 2018                                       | 2018                                       |                                            | 2.120                                      | 2.120                                      |
| 2019                                       | 2019                                       |                                            | 2.117                                      | 2.117                                      |
| 2020                                       | 2020                                       |                                            | 2.132                                      | 2.132                                      |
|                                            |                                            |                                            |                                            |                                            |

## Politik

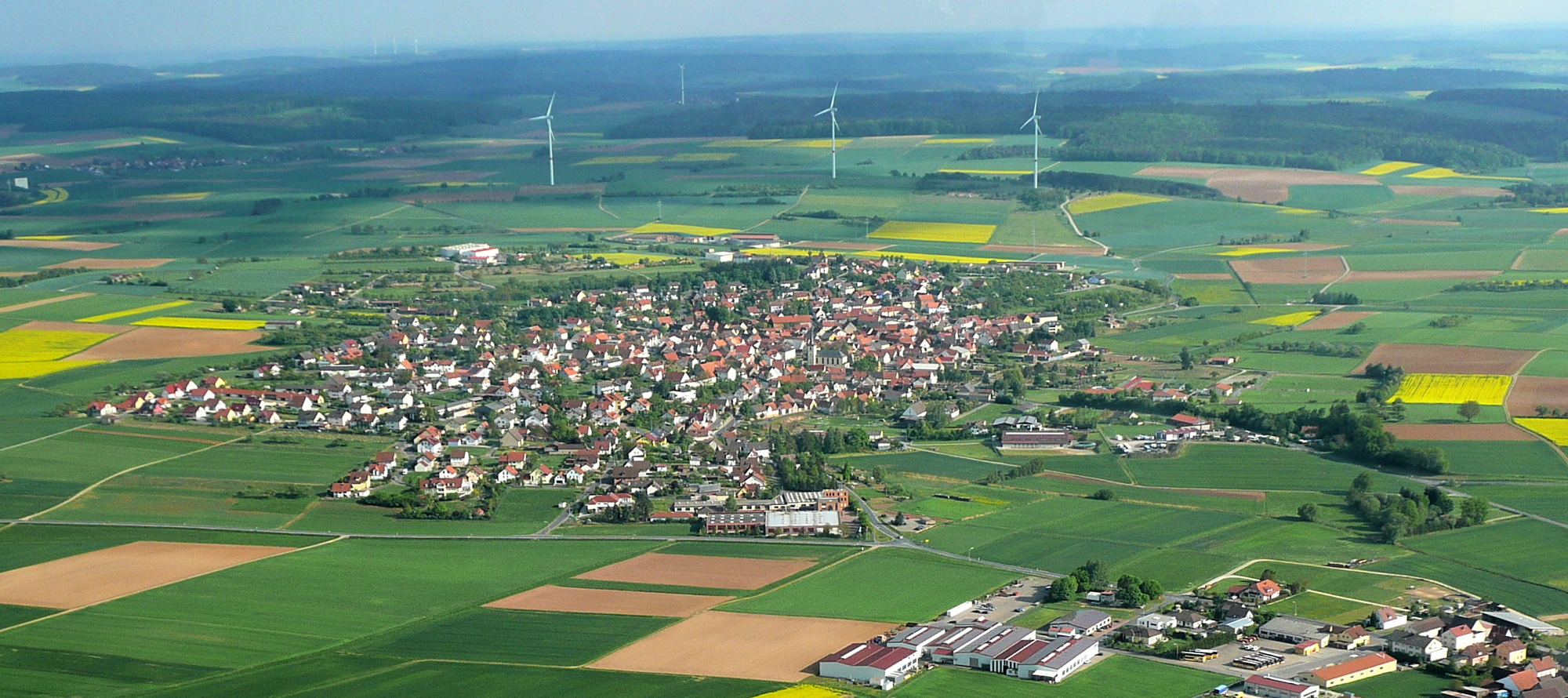
Steinfeld Panorama

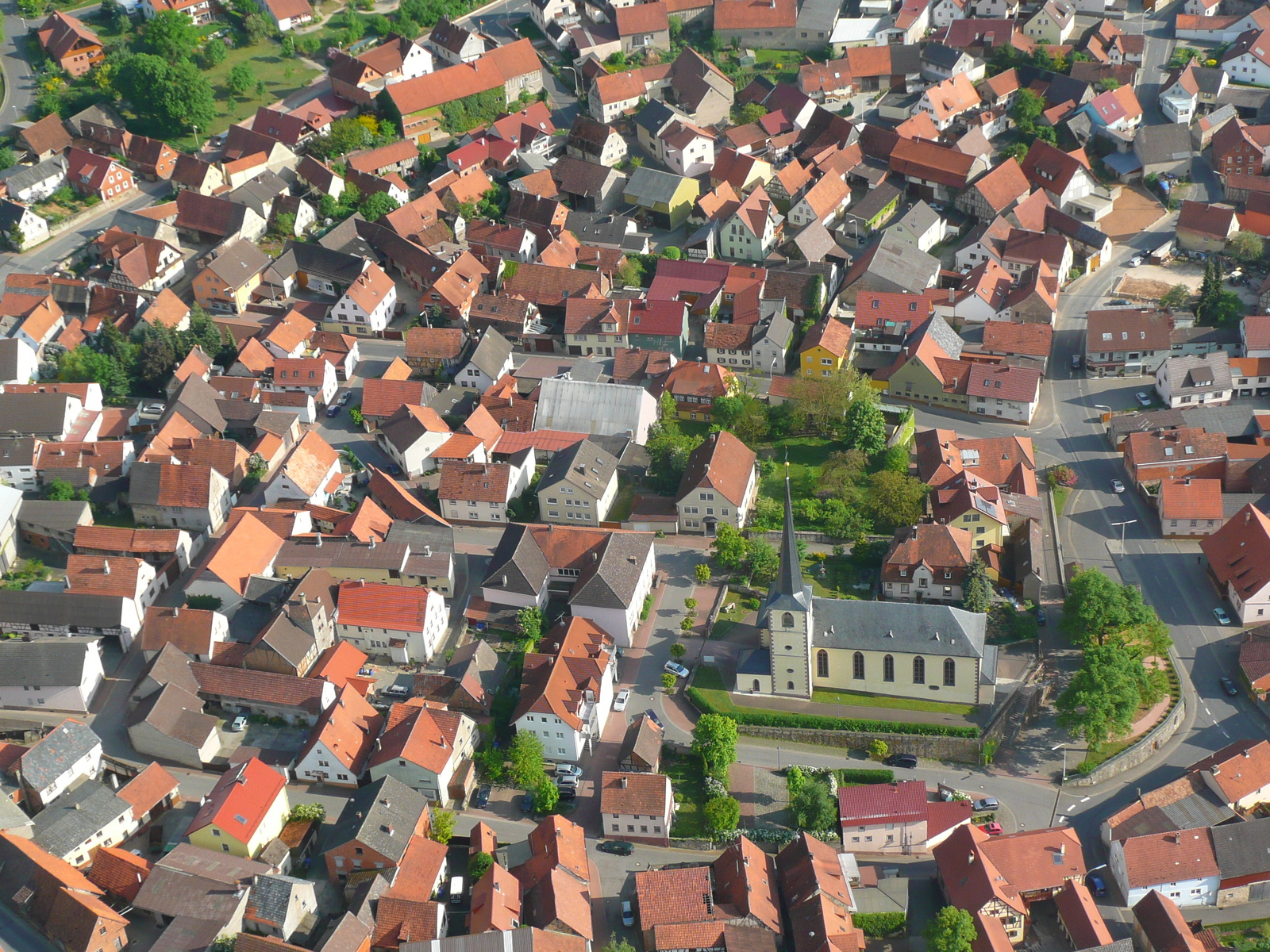
Ortskern Steinfeld mit Kirche

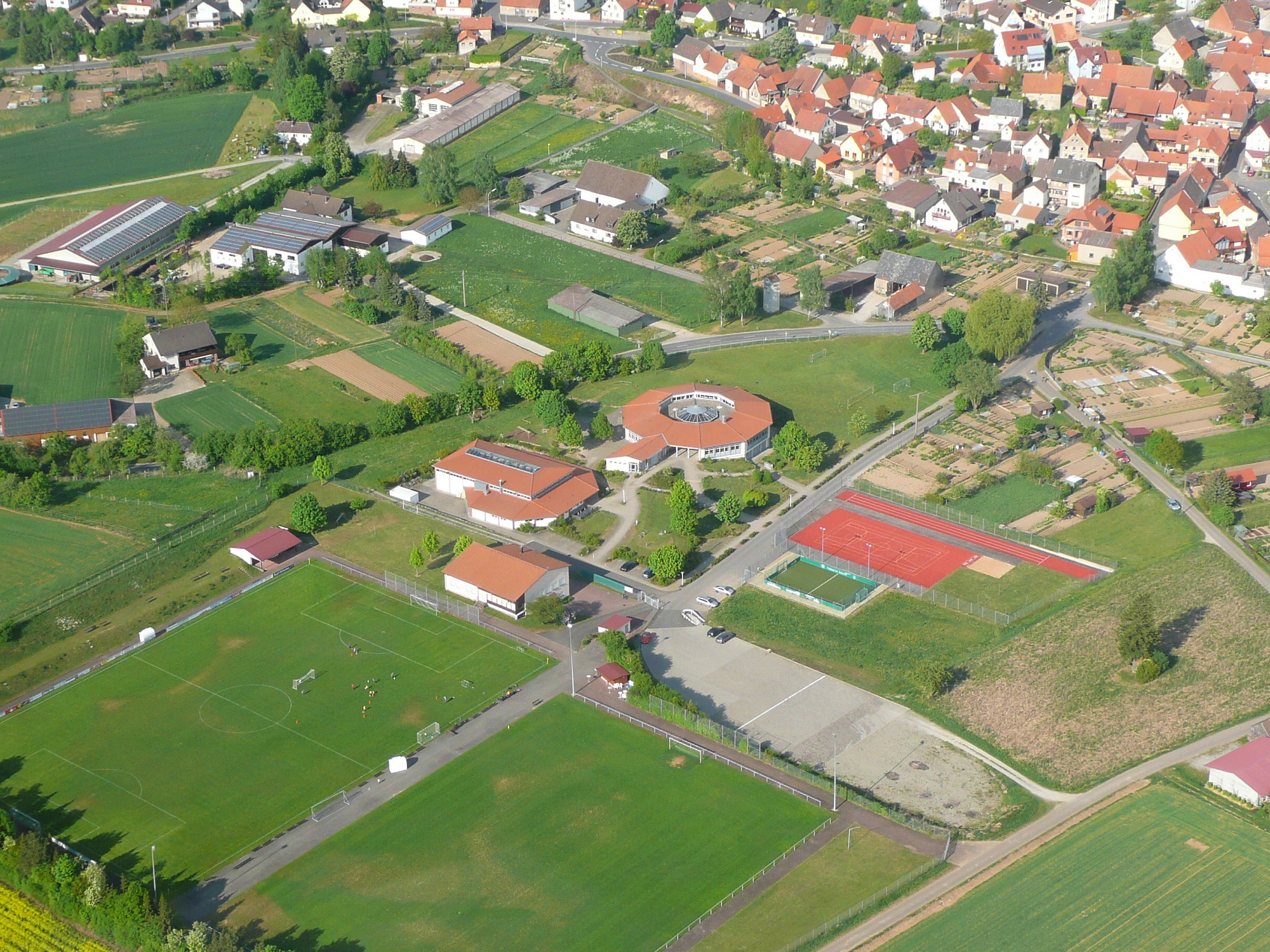
Schule und Sportanlagen

### Bürgermeister
Erster Bürgermeister ist seit 1. Mai 2014 Günter Koser (unterstützt von CSU/Bürgerblock sowie von der Wählergemeinschaft Hausen und der Freien Wählergruppe Waldzell); er wurde am 15. März 2020 mit 95,0 % der Stimmen wieder gewählt.

### Gemeinderat
Die Gemeinderatswahl 2020 ergab folgende Stimmen- und Sitzverteilung:
| Partei/Liste                            | Stimmenanteil | Sitze |
| --------------------------------------- | ------------- | ----- |
| CSU/Bürgerblock                         | 23,80 %       | 3     |
| Freie Wähler Dorfgemeinschaft Steinfeld | 30,63 %       | 4     |
| Wählergemeinschaft Hausen               | 25,45 %       | 4     |
| Freie Wählergruppe Waldzell             | 20,12 %       | 3     |

### Wappen
|                         | Blasonierung: „In Grün aus einem silbernen Schild, darin der mit einem schwarzen Kreuzchen überhöhte unziale Großbuchstabe N, wachsend der silbern nimbierte heilige Sebastian, der in der Rechten zwei gestürzte schräg gekreuzte silberne Pfeile hält, beseitet oben rechts von einem roten Schild mit drei gesenkten silbernen Spitzen, oben links von einem goldenen Schild mit roten Schrägbalken.“ |
| Wappenführung seit 1982 | |

### Städtepartnerschaften
Seit 1992 besteht eine Partnerschaft mit der französischen Gemeinde Chauvigné (Bretagne), die durch Besuche (alle zwei Jahre) gepflegt wird, und durch welche auch schon enge deutsch-französische Freundschaften entstanden sind.

## Kultur und Sehenswürdigkeiten
- Gemeinschaftlicher Waschkeller von 1889 unter dem Kirchenplateau (von der Straße einsehbar)

## Wirtschaft und Infrastruktur

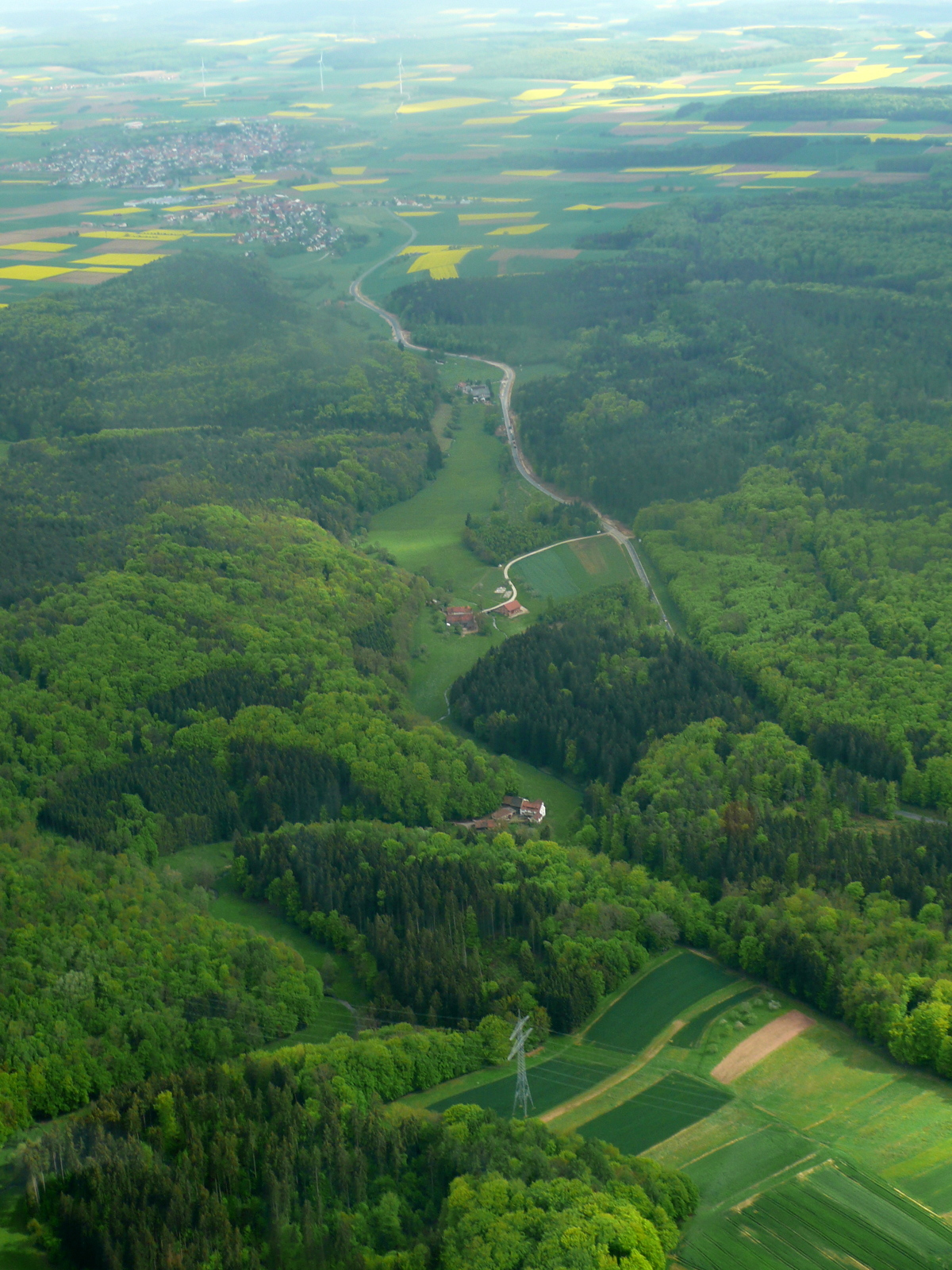
Buchental westlich von Steinfeld, mit Gemeindewald

### Wirtschaft einschließlich Land- und Forstwirtschaft
Es gab 2019 nach der amtlichen Statistik im produzierenden Gewerbe 202 und im Bereich Handel und Verkehr 82 sozialversicherungspflichtig Beschäftigte am Arbeitsort. Sozialversicherungspflichtig Beschäftigte am Wohnort gab es insgesamt 986. Im verarbeitenden Gewerbe gab es vier Betriebe, im Bauhauptgewerbe einen Betrieb. Im Jahr 2020 bestanden zudem 49 landwirtschaftliche Betriebe mit einer landwirtschaftlich genutzten Fläche von insgesamt 1901 ha, davon waren 1697 ha Ackerfläche und 202 ha Dauergrünfläche (Stand 2016). Die Gemeinde besitzt 1230 Hektar Gemeindewald, welcher durch einen eigenen Forstbetrieb bewirtschaftet wird.

### Bildung
Es gibt folgende Einrichtungen (Stand: 2020):
- Zwei Kindergärten mit insgesamt 105 Kindergartenplätzen und 83 Kindern
- Eine Grundschule mit 3 Klassen, 5 Lehrern und 48 Schülern